# Golfclub am Mondsee
Golfclub am Mondsee is een golfclub in de plaats Mondsee, in het zuidwesten van Opper-Oostenrijk, ongeveer 25 km van Salzburg.
De 18-holes golfbaan ligt om de Drachensee, een zijmeer van de Mondsee, heen. Het terras van het clubhuis kijkt uit over de Drachensee.
De baan is aangelegd door graaf Lamberg uit Kitzbühel.

## Trivia
- Aan de andere kant van Mondsee ligt de 9 holesbaan van Golfclub Drachenwand.